# Гуго Шергі
Гуго Шергі (нім. Hugo Schörgi; 18 січня 1890, Інсбрук — 21 лютого 1945, Відень) — австро-угорський, австрійський і німецький офіцер, генерал-майор люфтваффе.

## Біографія
18 серпня 1909 року вступив в австро-угорську армію. Учасник Першої світової війни, після завершення якої продовжив службу в австрійській армії. З 1 вересня 1933 року — консультант з ППО при командуванні 2-ї бригади, з 1 лютого 1935 року — австрійських ВПС. Після аншлюсу 15 березня 1938 року автоматично перейшов у вермахт. З 1 травня 1938 року — офіцер для особливих доручень при Імперському міністерстві авіації і головнокомандувачі люфтваффе. З 15 листопада 1938 року — командир 84-го зенітного батальйону, з 15 січня 1940 року — 29-го зенітного полку. З 19 травня 1940 року — 3-й оперативний офіцер Генштабу 3-го повітряного флоту. З 15 серпня 1940 року — командир 22-го, з 9 грудня 1940 року — 182-го зенітного полку, з  вересня 1942 року — 6-ї зенітної бригади. З листопада 1942 року — інспектор ППО в Нідерландах. З 15 березня 1943 по 2 серпня 1944 року — командир 19-ї зенітної бригади. З 1 вересня 1944 року — генерал люфтваффе при командувачі 17-м військовим округом, одночасно начальник слідчого штабу округу. Загинув під час авіанальоту.

## Звання
- Фенріх (18 серпня 1909)
- Лейтенант (1 травня 1912)
- Оберлейтенант (1 січня 1915)
- Гауптман (1 лютого 1918)
- Майор (8 липня 1921)
- Оберстлейтенант (22 червня 1937)
- Оберст (20 квітня 1939)
- Генерал-майор (1 листопада 1942)

## Нагороди
- Пам'ятний хрест 1912/13
- Медаль «За військові заслуги» (Австро-Угорщина)
  - бронзова з мечами
  - 3 срібні з мечами
- Хрест «За військові заслуги» (Австро-Угорщина) 3-го класу з військовою відзнакою і мечами
- Військовий Хрест Карла
- Залізний хрест 2-го класу
- Медаль «За поранення» (Австро-Угорщина) з однією смугою
- Золота медаль «За хоробрість» (Австро-Угорщина) для офіцерів (24 квітня 1924)
- Тірольська земельна медаль 1914—1918 (1928)
- Пам'ятна військова медаль (Австрія) з мечами
- Почесний знак «За заслуги перед Австрійською Республікою», золотий знак
- Хрест «За вислугу років» (Австрія) 2-го класу для офіцерів (25 років)
- Пам'ятна військова медаль (Угорщина) з мечами
- Почесний хрест ветерана війни з мечами
- Медаль «За вислугу років у Вермахті» 4-го, 3-го, 2-го і 1-го класу (25 років)
- Медаль «У пам'ять 13 березня 1938 року»
- Нагрудний знак «За поранення» в чорному
- Застібка до Залізного хреста 2-го класу
- Нагрудний знак зенітної артилерії люфтваффе
- Хрест Воєнних заслуг 2-го і 1-го класу з мечами